# Schoenionta strigosa
Schoenionta strigosa är en skalbaggsart som först beskrevs av Francis Polkinghorne Pascoe 1867.  Schoenionta strigosa ingår i släktet Schoenionta och familjen långhorningar. Inga underarter finns listade i Catalogue of Life.